# 特納山
82°58′S 156°18′E / 82.967°S 156.300°E
特納山（英語：Turner Hills）是南極洲的山丘，位於奧次地，屬於米勒嶺的一部分，處於阿斯特羅冰川和尼姆羅德冰川之間，根據美國地質調查局的測量和美國海軍的空中照片被繪入地圖。